# 阿內爾·哈濟奇
阿內爾·哈濟奇（Anel Hadžić，1989年8月16日—）是波黑的一位足球運動員。在場上司職中場。他也代表波黑國家足球隊參賽，並且被選入波黑隊的23人大名單。